# 궁캉루역
궁캉루역(중국어: 共康路站)은 중국 상하이시 징안구 펑푸신춘 가도와 바오산구 장먀오 가도와 먀오싱진 접경의 궁허신로와 궁캉로 교차로에 위치한 상하이 지하철 1호선의 지하철역이다.。

## 버스 노선
95, 114, 159, 165, 312, 701, 705, 719, 722, 849, 862, 916, 펑장선

## 역 구조

### 층별 구조
궁캉루역은 3층 높이의 역으로, 1층에는 궁허신로와 같은 높이에 4개의 출구가 있으며, 2층은 대합실로 지하철 매표, 교통카드 충전, 보안검색 등의 서비스가 제공되며, 3층은 승강장으로 2개의 상대식 승강장이 설치되어 있다. 승강장 위쪽은 남북고가로가 있다. 궁캉루역의 층별 구조는 아래와 같다.
| 3층 | 상대식 승강장, 오른쪽 출입문이 열림 | 상대식 승강장, 오른쪽 출입문이 열림        |
| 3층 | ←                                   | ■1호선 푸진루 방면 (퉁허신춘)              |
| 3층 | →                                   | ■1호선 신좡 방면 (펑푸신춘)                |
| 3층 | 상대식 승강장, 오른쪽 출입문이 열림 |                                            |
| 2층 | 대합실                              | 고객 센터, 자동 매표기, 수동 서비스 카운터 |
| 1층 | 출구                                | 1-4번 출구                                 |

## 출구
|                         |                                                   |  |  |
| 출구 번호               | 출구 위치                                         |  |  |
| 1번 출구                | 궁허신로(共和新路) 동측, 궁캉 동로(共康东路) 북측 |  |  |
| 2번 출구                | 궁허신로 동측, 바오더로(保德路) 북측              |  |  |
| 3번 출구                | 궁허신로 서측, 바오더로 북측                      |  |  |
| 4번 출구                | 궁허신로 서측, 궁캉로(共康路) 남측                |  |  |
| 아이콘 설명: 엘리베이터 |                                                   |  |  |